# Terrell Davis
Terrell Lamar Davis (28 de octubre de 1972) es un ex Running back de Fútbol americano que jugó para los Denver Broncos de la NFL entre 1995 al 2001.
Davis fue reclutado por los Broncos en la sexta ronda (196a selección global) del Draft de la NFL en 1995. Él es el líder de todos los tiempos de los Denver Broncos como corredor, con 7.607 yardas por tierra. Como jugador, se le dio el apodo de "T. D." por los jugadores, los aficionados y los medios de comunicación; esto denota tanto las iniciales de su nombre y apellido, además de ser una abreviatura para touchdown.

## Carrera profesional
En 1995, el recién nombrado entrenador en jefe de los Broncos, Mike Shanahan, reclutó a Davis en la sexta ronda del Draft de la NFL. Davis entró en el campo de entrenamiento como el sexto corredor y tenía una posibilidad muy remota para entrar en el equipo. Se las arregló para impresionar al cuerpo técnico después de su segundo partido de pretemporada, sobre todo con un golpe aplastante como miembro de equipos especiales. Davis siguió mejorando con cada juego de pretemporada y fue ascendido a corredor titular para el primer partido de la temporada. Con Davis como corredor, los Broncos poseían el ataque terrestre potente que habían carecido anteriormente. Comenzó 14 partidos durante la temporada de 1995, que transportando el balón  237 veces, con un promedio de 4.7 yardas por corrida, y anotando ocho touchdowns. Terminó la temporada con un total de 1.117 yardas por tierra, convirtiéndose en el jugador más bajo  seleccionado en el draft en ganar más de 1.000 yardas por tierra en su temporada de novato.
En 1996, Davis firmó un lucrativo contrato  cinco años con los Broncos de $ 6,8 millones. Esa temporada, corrió para un total de 1.538 yardas y estableció un récord touchdowns por tierra para la franquicia, con 13 anotaciones. Los Broncos terminaron la temporada con un récord de 13-3, empatado con los Green Bay Packers de los mejores de la NFL ese año.

## Estadísticas en la NFL

### Temporada regular
| Temporada | Equipo         | Juegos | Carreras | Carreras | Carreras | Carreras | Recepciones | Recepciones | Recepciones | Recepciones |
| Temporada | Equipo         | Juegos | Int      | Yardas   | Y/A      | TDs      | Rec         | Yardas      | Y/R         | TDs         |
| --------- | -------------- | ------ | -------- | -------- | -------- | -------- | ----------- | ----------- | ----------- | ----------- |
| 1995      | Denver Broncos | 14     | 237      | 1,117    | 4.7      | 7        | 49          | 367         | 7.5         | 1           |
| 1996      | Denver Broncos | 16     | 345      | 1,538    | 4.5      | 13       | 36          | 310         | 8.6         | 2           |
| 1997      | Denver Broncos | 15     | 369      | 1,750    | 4.7      | 15       | 42          | 287         | 6.8         | 0           |
| 1998      | Denver Broncos | 16     | 392      | 2,008    | 5.1      | 21       | 25          | 217         | 8.7         | 2           |
| 1999      | Denver Broncos | 4      | 67       | 211      | 3.1      | 2        | 3           | 26          | 8.7         | 0           |
| 2000      | Denver Broncos | 5      | 78       | 282      | 3.6      | 2        | 2           | 4           | 2.0         | 0           |
| 2001      | Denver Broncos | 8      | 167      | 701      | 4.2      | 0        | 12          | 69          | 5.8         | 0           |
| Total     | Total          | 78     | 1,655    | 7,607    | 4.6      | 60       | 169         | 1,280       | 7.6         | 5           |

### Postemporada
| Temporada | Equipo         | Juegos | Carreras | Carreras | Carreras | Carreras | Recepciones | Recepciones | Recepciones | Recepciones |
| Temporada | Equipo         | Juegos | Int      | Yardas   | Y/A      | TDs      | Rec         | Yardas      | Y/R         | TDs         |
| --------- | -------------- | ------ | -------- | -------- | -------- | -------- | ----------- | ----------- | ----------- | ----------- |
| 1996      | Denver Broncos | 1      | 14       | 91       | 6.5      | 1        | 7           | 27          | 3.4         | 0           |
| 1997      | Denver Broncos | 4      | 112      | 581      | 5.2      | 8        | 8           | 38          | 4.8         | 0           |
| 1998      | Denver Broncos | 3      | 78       | 468      | 6.0      | 3        | 4           | 69          | 17.2        | 0           |
| Total     | Total          | 8      | 204      | 1140     | 5.6      | 12       | 19          | 134         | 7.1         | 0           |